# Kaja Malanowska
Kaja Malanowska (ur. 1974) – polska pisarka.
Felietonistka Krytyki Politycznej. Za debiutancką powieść Drobne szaleństwa dnia codziennego nominowana do Gwarancji Kultury TVP Kultura 2011 w kategorii debiut. Powieść Patrz na mnie, Klaro! znalazła się w finale Nagrody Literackiej „Nike” 2013 oraz była nominowana do Paszportów „Polityki” 2012. Napisała doktorat z genetyki na University of Illinois at Urbana-Champaign. Mieszka w Warszawie.

## Książki
- Drobne szaleństwa dnia codziennego (Wydawnictwo Krytyki Politycznej, Warszawa 2010)[4]
- Imigracje (Wydawnictwo Krytyki Politycznej, Warszawa 2011) - zbiór opowiadań[5]
- Patrz na mnie, Klaro! (Wydawnictwo Krytyki Politycznej, Warszawa 2012)[6]
- Mgła (Społeczny Instytut Wydawniczy Znak, Kraków 2015)[7]